# Fredrik Ulrik von Friesendorff
Fredrik Ulrik von Friesendorff, född 13 februari 1740 i Stockholm, död 19 juli 1793 på Vreten i Södermanland, var en svensk friherre, landshövding och hovmarskalk.

## Biografi
Fredrik Ulrik von Friesendorff var son till Fredrik von Friesendorff och Catharina Elisabeth Stierndal. Han inskrevs 1752 vid Uppsala universitet. Efter ett års akademiska studier inträdde han på den militära ämbetsmannabanan. År 1753 anställdes han som volontär vid Västmanlands regemente, där han snart blev rustmästare och sergeant och slutligen 1757 fänrik. Därefter kom han att tas i anspråk för vissa diplomatiska ärenden och avreste år 1762 som kommissionssekreterare till Paris. Genom tjänstebyte förflyttades von Friesendorff redan påföljande år till drottning Lovisa Ulrikas livregemente.
År 1764 sändes han åter till Paris, denna gång som chargé d’affaires. Sistnämnda år tjänstgjorde han även som kammarherre hos kung Adolf Fredrik och från och med 1765 som drottningens trotjänare. År 1766 var han extraordinarie envoyé i Madrid och 1771 i Dresden, varifrån han hemkallades år 1774. I september 1783 förordnades von Friesendorff till landshövding. Han satt dock endast en månad på sin post, innan han efterträddes av Jakob von Engeström. Sist var von Friesendorff hovmarskalk hos drottning Lovisa Ulrika.